# Zakletva Horacijeva
Zakletva Horacijeva je slika  Žak Luisa Davida koja se smatra prvom slikom neoklasicizma koja je svojim intenzivnim iluzionizmom snažno uticala na generacije slikara posle; takođe je jedna od prvih propagandnih slika u istoriji. 

## Izvor
Slika je prvi put izložena 1785. god. i prikazuje scenu iz klasične antike u kojoj je prikazana rimska tradicija časti i samožrtvovanja. Priča o Horacijevima nije opisana u klasičnim izvorima, ali je bila poznata iz tragedije Piera Corneila, francuskog dramatičara iz 17. veka. U njoj se opisuje kako su se Rimljani i stanovnici Alba Longe dogovorili kako će svoje razmirice radije rešiti trostrukim dvobojem nego otvorenim ratom. I to trostruki blizanci - Horacijevi, protiv tri kuratora iz Albe Longe, isto tako trostrukih blizanaca.

## Odlike
Scena je smeštena u interijeru klasične rimske građevine gde su figure u rimskim nošnjama i strogim i odlučnim pozama koje su namerno teatralne. U kontrastu s strogim i krutim držanjem ovih likova su žene i deca koji su manji i skupljeni su u kutu u seriji tečnih i ritmičnih krivih linija koje aludiraju njihovu osjećajnost. Jedna od njih je sestra Horacijevih koja je u romantičnoj vezi s jednim od rivala Horacijevih; što se vidi po njenoj pozi u kojoj ju je savadala njena tragična sudbina. U senci pozadine, jedna žena teši svoju decu.
Likovi izražavaju želju poistovećenja francuskih republikanaca, koji će kasnije povesti Francusku revoluciju, s njihovim uzorima iz istorije - Rimskom Republikom. Ironija je u tome što je sliku naručio kralj Luj XVI kao deo svog programa za moralnim poboljšanjem Francuske, a kraljevskom ministru za umetnost, koji je odobrio sliku je promakla očita propagandna politička uloga slike.
David je ovu sliku naslikao u Rimu i u njoj je izrazio ideje prosvetiteljstva koje je utvrdio Žan Žak Ruso u svom "Društvenom ugovoru". Republikanski ideali generala sa svojim sinovima kao vojnicima postaju okosnica slike. Njihova zakletva se može protumačiti kao čin osnivanja države. Ta podela uloga po polu je isto tako jedna od postavki Rusoovih teorija.